# Зайцев Микола Васильович
Мико́ла Васи́льович За́йцев (нар. 9 (22) травня 1908, Тула — нар. 17 лютого 1972, Одеса) — режисер, театральний діяч, педагог. Заслужений артист УРСР (1946).

## Загальні відомості
Навчався режисерській майстерності в Олександра Брянцева у Ленінграді.
1932—1935 — працював у Свердловському ТЮГу (нині Єкатеринбург).
З 1935 року з перервою працював в Одеському театрі юного глядача імені М. Островського: художній керівник (1935—1941, 1944—1946, 1948—1954), головний режисер (1958—1965). В той же час викладав у студії при Театрі, засновником якої був.
1941—1943 — режисер Першого державного драматичного театру ім. Т. Шевченка (Актюбинськ, Казахстан; згодом Наманґан, Узбекистан).
1954—1958 — режисер Театру Радянської Армії у Німеччині. З 1960 — режисер оперної студії Одеської консерваторії імені А. В. Нежданової.
З 1965 — викладач Одеського культурно-освітнього училища. Серед його учнів — Юлій Божек, Микола Губенко, Галина та Генріх Осташевські, Володимир Туманов.

## Вистави
- 1936 — «Міщанин-шляхтич» Ж.-Б. Мольєра і «Зямка Копач» Марка Даніеля
- 1938 — «Біліє парус одинокий» за В. Катаєвим, «Казка про царя Салтана» за О. Пушкіним
- 1940 — «Горбоконик» за П. Єршовим і «Недоросток» за Д. Фонвізіним
- 1941 — «Двадцять років потому» М. Свєтлова
- 1942 — «Не все коту масляна» О. Островського і «Удаваний хворий» Мольєра
- 1849 — «Хатина дяді Тома» О. Бруштейн за Ґ. Бічер-Стоу, «Сніжок» В. Любимової
- 1950 — «Одруження» М. Гоголя
- 1952 — «Назар Стодоля» Т. Шевченка
- 1954 — «Доходне місце» О. Островського
- 1955 — «У добрий час!» Розова
- 1956 — «Шельменко-денщик» Г. Квітки-Основ'яненка
- 1957 — «Остання зупинка» за Е.-М. Ремарком
- 1962 — «Червоні дияволята» Павла Бляхіна та «Жебрак і принц» Сергія Михалкова
- 1964 — «Пісня про Гайавату» за Генрі Лонгфелло, «Як гартувалась сталь» за М. Островським
- 1966 — «Кінець казки» О. Красотова за Дж. Лондоном

## Родина
Дружина — Пенчковська Антоніна Миколаївна була актрисою російського драматичного театру.
Син — Зайцев Станіслав Миколайович (нар. 1946) — художник театру, заслужений художник України (2006).
Невістка — Федорова Ніна Володимирівна (нар. 1947), керамістка, член спілки художників СРСР (1979).